# Aziri
Aziri é um vodum que vive nas profundezas das águas doces, é uma serpente aquática, que muitas vezes é confundido com o Orixá Oxum, porém é um vodum e não um Orixá e possui características diferentes.
Aziri também é conhecida como Aziri Tobosi ou Aziri Togbosi.